# Kinder Bueno

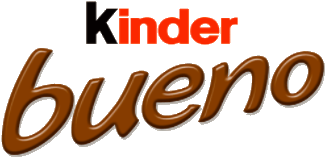
Logo Kinder Bueno

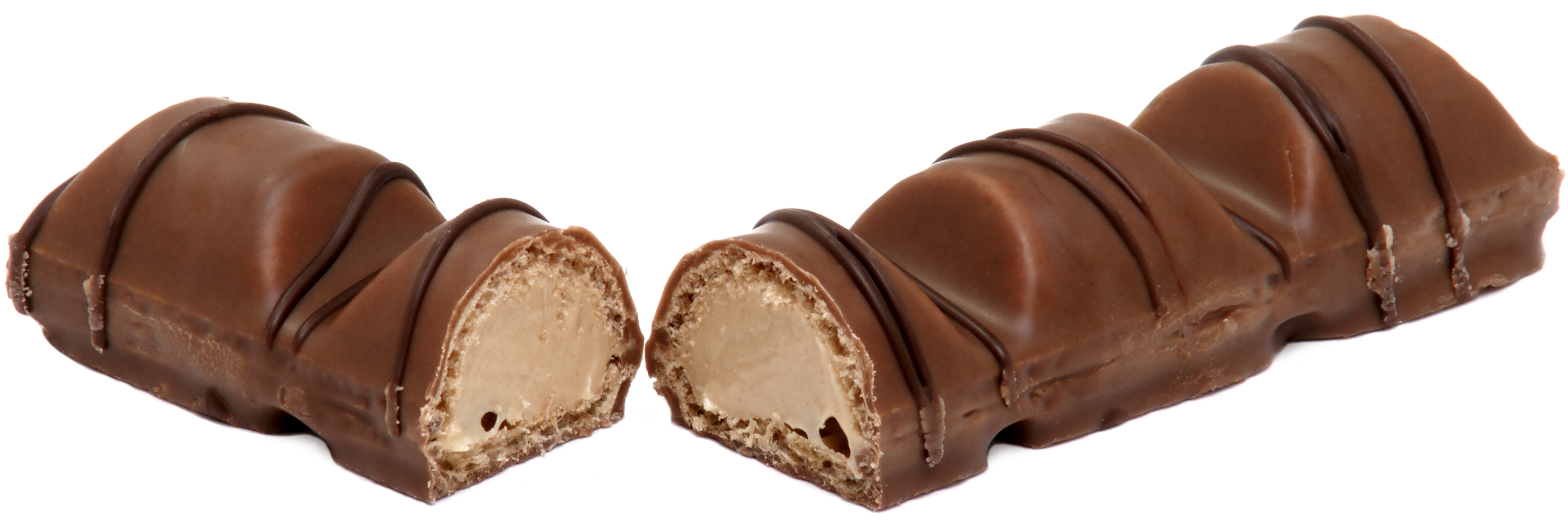
Przepołowiony baton Kinder Bueno

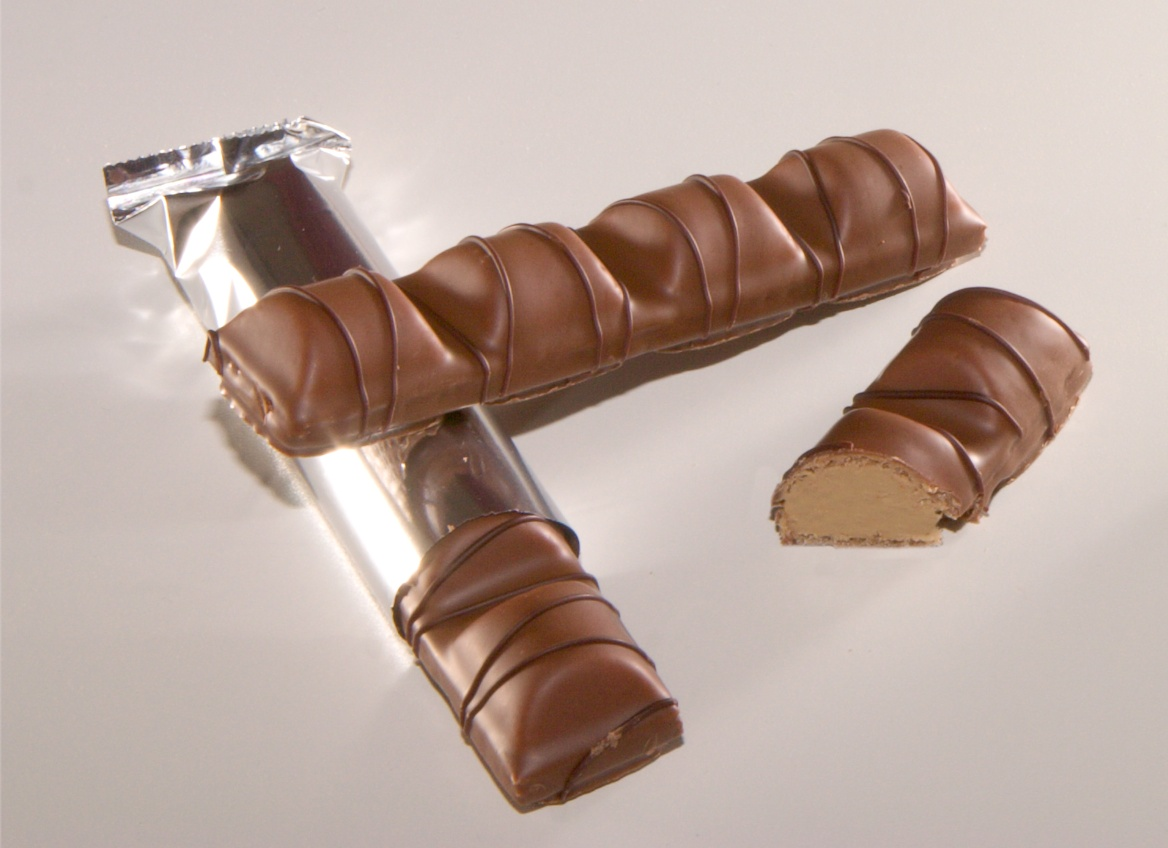
Kinder Bueno

Kinder Bueno – czekoladowy baton, będący własnością marki Kinder i produkowany przez firmę Ferrero. W środku batona znajduje się krem z orzechami laskowymi oblany polewą czekoladową. Pierwszy raz wyprodukowany w 1990 we Włoszech. W 1995 roku został rozpowszechniony w Ameryce Łacińskiej, Malezji, Izraelu i Grecji. Pod koniec lat 90. XX wieku dostępny w Kanadzie i Wielkiej Brytanii. W 2006 wprowadzono nowy smak – zamiast polewy czekoladowej mlecznej jest polewa z białej czekolady. Innym smakiem jest gorzka czekolada.